# Krašov (Bezvěrov)
Krašov je malá vesnice, část obce Bezvěrov v okrese Plzeň-sever v Plzeňském kraji. Nachází se asi tři kilometry východně od Bezvěrova. Krašov je také název katastrálního území o rozloze 4,27 km². Nad vsí se nachází vysílač zajišťující televizní signál pro široké okolí.

## Historie
První písemná zmínka o vesnici pochází z roku 1183.

## Obyvatelstvo
Při sčítání lidu v roce 1921 zde žilo 249 obyvatel (z toho 110 mužů), z nichž byli čtyři Čechoslováci, 244 Němců a jeden cizinec. Kromě čtyř židů byli římskými katolíky. Podle sčítání lidu z roku 1930 měla vesnice 223 obyvatel: jednoho Čechoslováka a 222 Němců. Všichni byli římskokatolického vyznání.
| Rok            | 1869 | 1880 | 1890 | 1900 | 1910 | 1921 | 1930 | 1950 | 1961 | 1970 | 1980 | 1991 | 2001 | 2011 | 2021 |
| -------------- | ---- | ---- | ---- | ---- | ---- | ---- | ---- | ---- | ---- | ---- | ---- | ---- | ---- | ---- | ---- |
| Počet obyvatel | 191  | 230  | 238  | 219  | 234  | 249  | 223  | 89   | 88   | 63   | 35   | 24   | 17   | 16   | 21   |
| Počet domů     | 34   | 41   | 42   | 43   | 42   | 42   | 43   | 19   | 19   | 17   | 13   | 20   | 19   | 19   | 19   |

## Obecní správa
Při sčítání lidu v letech 1869–1930 Krašov byl samostatnou obcí v okrese Kralovice. Od roku 1950 je částí obce Bezvěrov, se kterým patřil nejprve do okresu Toužim, ale od roku 1961 v okrese Plzeň-sever. V roce 1869 k obci patřil Potok a v letech 1869–1910 také Kamenná Hora.

## Pamětihodnosti
- Kostel svatého Ondřeje
- Vysílač Krašov

## Galerie

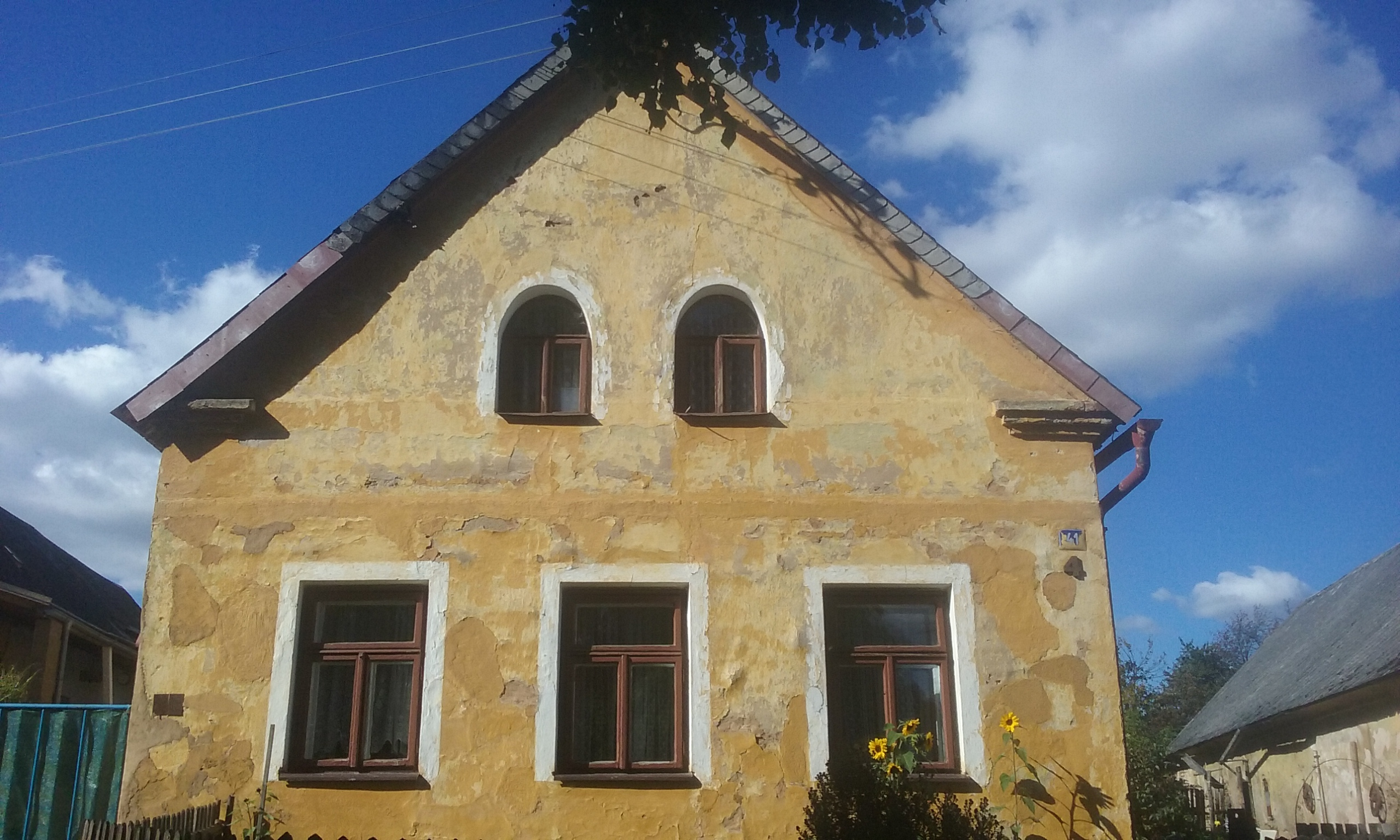
Dům na návsi
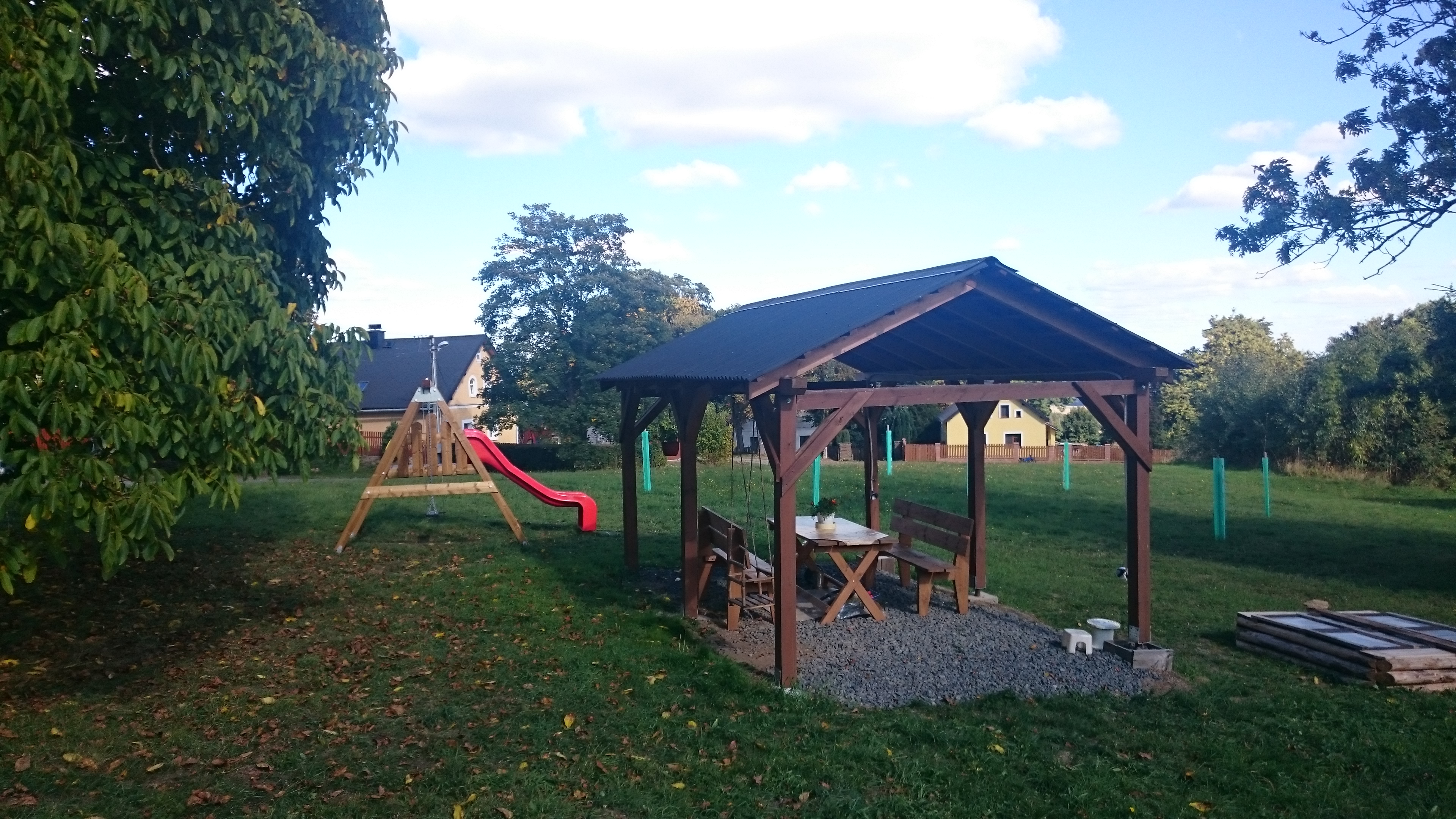
Posezení a dětské hřiště
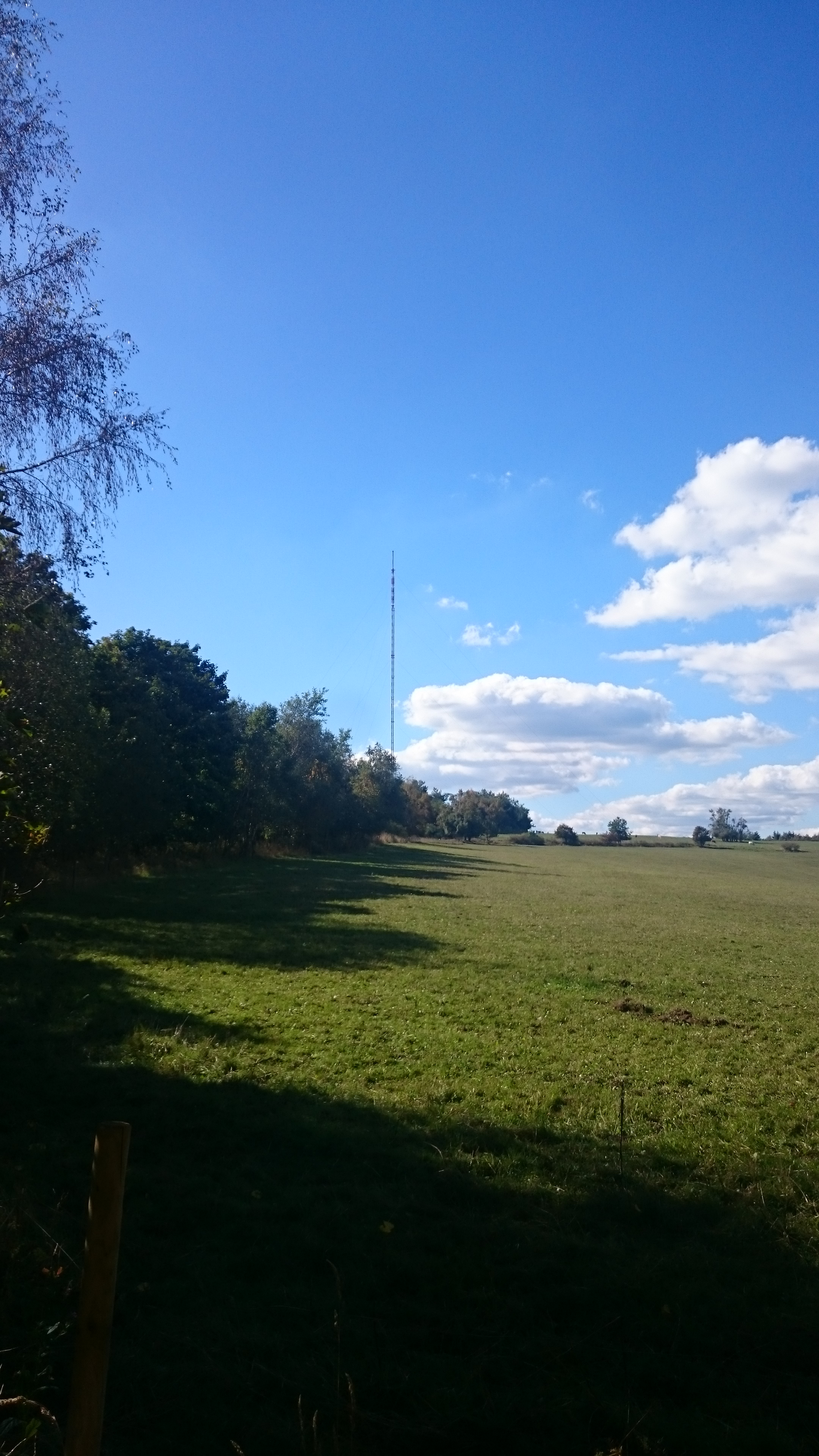
Vysílač Krašov
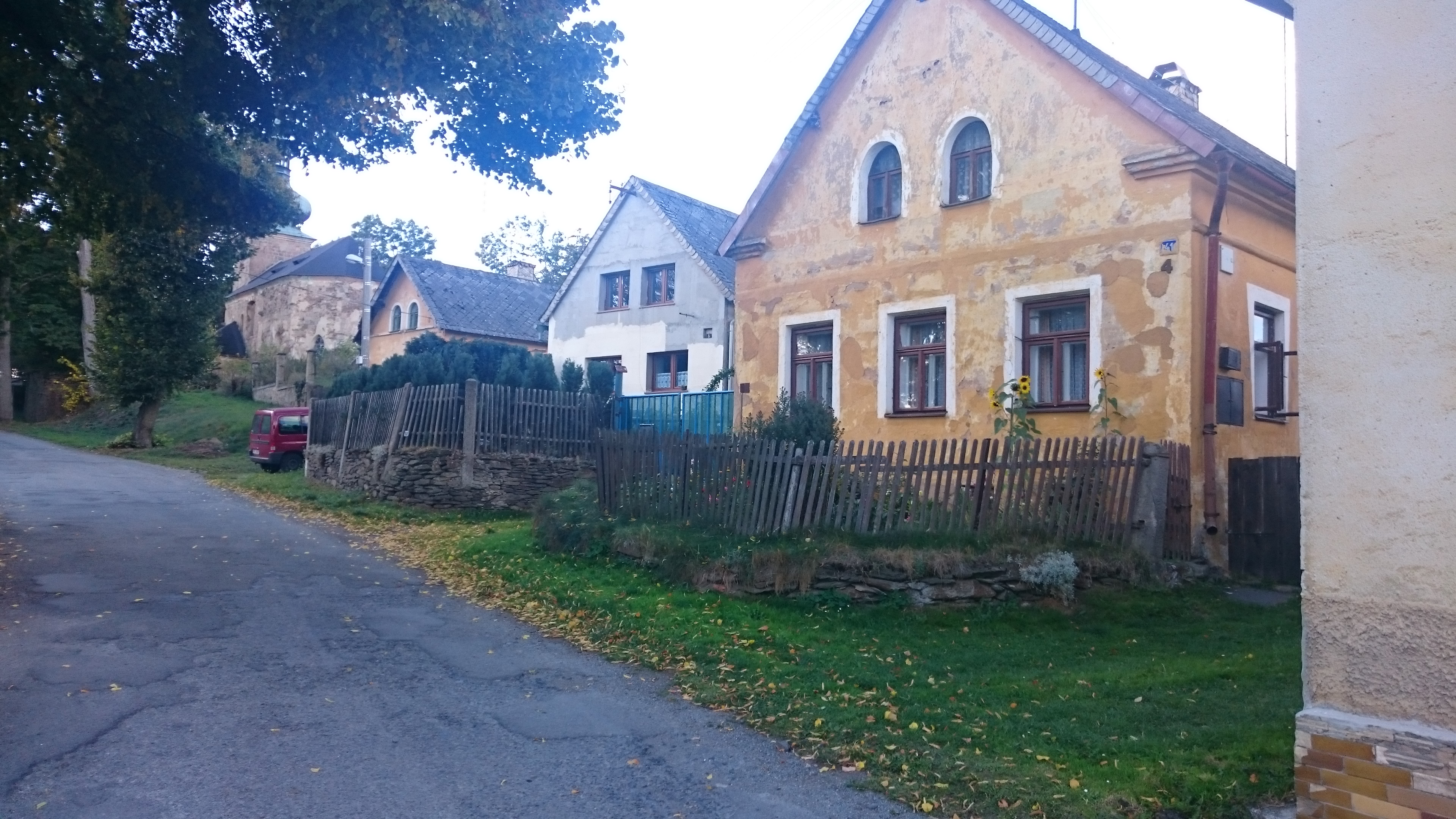
Domy u kostela